# Micropterus punctulatus
Micropterus punctulatus is een straalvinnige vissensoort uit de familie van de zonnebaarzen (Centrarchidae). De wetenschappelijke naam van de soort werd voor het eerst geldig gepubliceerd in 1819 door Constantine Samuel Rafinesque.